# Plica (sigilografía)

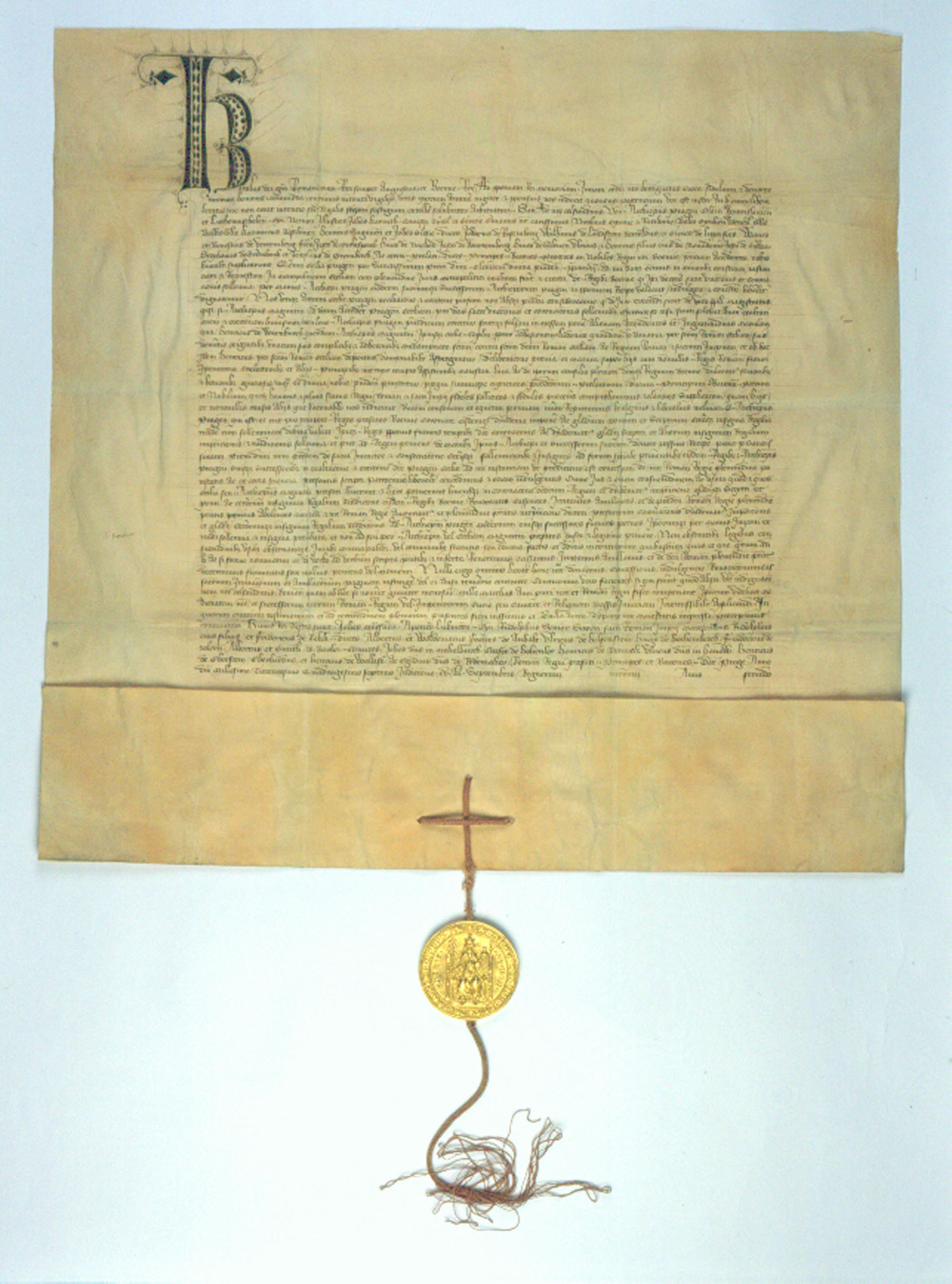
Plica en un escrito de Carlos IV de Luxemburgo.

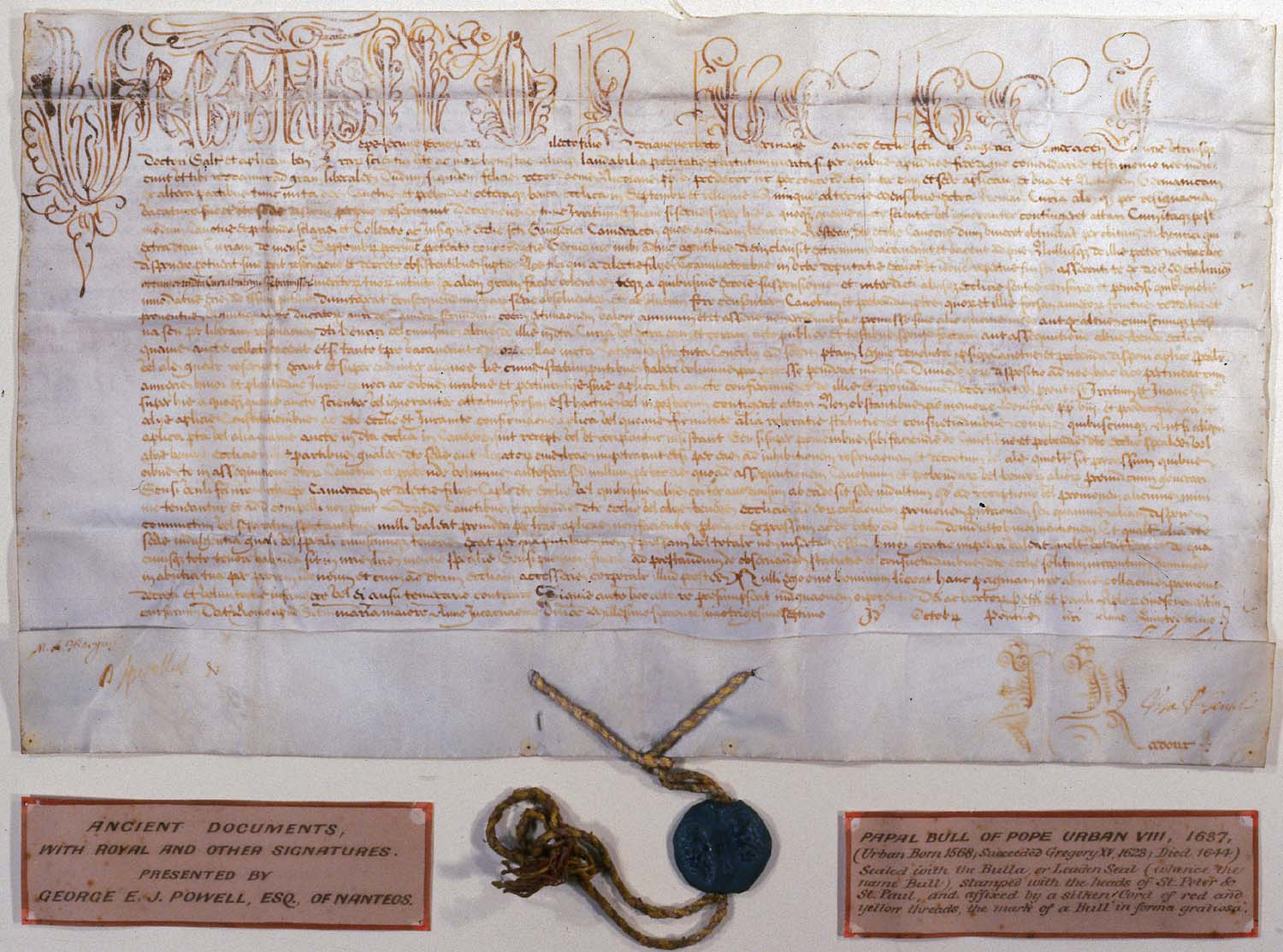
Bula del papa Urbano VIII con plica y sello (bulla) de plomo pendiente.

Plica (del latín plica, "pliegue") es una doblez en la parte inferior de un documento, generalmente en pergamino, que se realizaba para adquirir mayor grosor y la consistencia necesaria para evitar desgarres cuando se hacían un par de agujeros para pasar a su través tiras de cuero, hilos de seda o cordones de cáñamo o lino que permitían colgar de ellos un sello, usualmente de plomo.
Estos sellos de plomo pendientes se utilizaban en los documentos más solemnes en pergamino, como medio de autenticarlos.